# Mitologia efik
Aquest article tracta sobre la mitologia dels efik un grup ètnic africà localitzat a Nigèria i el Camerun.
Abassi és el déu creador. La seva muller és Atai, qui el va convèncer de permetre a dos humans (els seus fills, un home i una dona) a instal·lar-se a la terra, però prohibint-los de reproduir-se o treballar i van tornar al paradís on Abassi feia sonar la campaneta del sopar.
L'objectiu de les normes era que l'home no pogués igualar el déu (treballant podia obtenir coneixement o adpatació al món i amb la reproducció també es tornava creador). La transgressió de la norma va provocar l'allunyament dels déus de les seves criatures. Atai va enviar un càstig per tractar d'impedir que hi hagués cada cop més homes que anessin creant i progressant, per això els va enviar la mort i la guerra (el càstig és similar al d'altres cultures).

## Principals influències
El Reverend Hope Masterton Waddell es va establir entre els efik el 10 d'abril de 1846. Els efik demanaren expressament l'evangelització del seu poble en escrits i cartes datades de l'1 de desembre de 1842 i 4 de desembre de 1842 dels reis Eyo Honesty II i Eyamba V. Mary Mitchell Slessor va anar a Calabar en 1876. L'Atai referida com a esposa d'Abassi era el tercer Edidem del poble efik. Era el rei que va portar al poble efik del país d'Aros al país d'Uruan.